# Statuto di Verbenico
Lo statuto di Verbenico (croato: Statut Grada Vrbnika) è uno statuto del XIV secolo della città croata di Verbenico, redatto in alfabeto glagolitico.
Lo statuto venne redatto nel 1388 sulla costa orientale dell'isola di Veglia in Croazia ed è il secondo più antico statuto di una città croata, scritto poco dopo quello di Vinodol. Non si sono conservate copie in glacolitico, ma solo una trascrizione che venne fatta da un sacerdote di Verbenico, Grgur Zaskovic.
Oggi è conservato alla biblioteca nazionale ed universitaria di Zagabria.
Lo statuto conferma lo status di Verbenico, come un importante centro politico ed amministrativo del XIV secolo.